# Erich Fischer (Journalist)
Erich Fischer (* 10. Juli 1908 in Essen; † 1994) war ein deutscher Journalist. Seine Karriere führte ihn von der Presse- und Propagandaarbeit für die Hitlerjugend über die Reichspressestelle der NSDAP in das Reichspropagandaministerium. Nachdem er dort 1942 die Leitung der Abteilung Deutsche Presse übernommen hatte, fungierte er als Pressesprecher der nationalsozialistischen Reichsregierung. Nach dem Zweiten Weltkrieg arbeitete er als Verlagsmanager für den Spiegel.

## Leben

### Vor 1945
Fischer absolvierte die Volksschule in Essen und das Realgymnasium in Baden bei Wien, das er 1926 mit der mittleren Reife verließ. Er arbeitete von 1926 bis 1929 als Volontär und von 1929 bis 1931 als Vermessungstechniker beim Katasteramt in Buer (Westfalen). Er trat zum 1. Juli 1927 der NSDAP bei (Mitgliedsnummer 64.147), gehörte von 1927 bis 1930 auch der SA an und war als Gauredner aktiv. Er engagierte sich aber vor allem in der Hitlerjugend, in der er bis zum Oberbannführer aufstieg. Seine politische Betätigung für die HJ führte 1931 zu seiner Entlassung als Vermessungstechniker.  Von 1928 bis 1932 fungierte er in der HJ als Presse- und Propagandaleiter für den Gau Westfalen-Nord. 1931 übernahm er zunächst nebenamtlich, später hauptamtlich die Hauptschriftleitung der Kölner HJ-Zeitschrift für das HJ-Obergebiet West Fanfare, die er auch mitbegründete. 1933/34 fungierte er als Herausgeber der Illustrieren Fanfare, die eine Auflage von 500.000 Exemplaren erreichte. Zugleich leitete er die Presseabteilung des HJ-Obergebiets West in Köln.
Im April 1934 wechselte Fischer als stellvertretender Leiter der Abteilung Presse und Propaganda zur Reichsjugendführung. Im November 1934 wurde er mit der Leitung dieser Abteilung, des späteren (ab Juni 1935) Presse- und Propagandaamtes der HJ, betraut. In dieser Funktion bemühte er sich um eine politische Säuberung der Jugendpresse und gab 1935 das Handbuch der HJ, Die junge Kameradschaft, heraus. Er leitete auch den Pressedienst der Reichsjugendführung und hatte die Hauptschriftleitung der Jungvolk-Zeitschrift Der Morgen inne. Im März 1936 wurde er HJ-Verbindungsführer zur Fachschaft Jugendpresse im Reichsverband der Deutschen Presse und im selben Jahr auch Reichsredner. Nach Angaben von Michael Buddrus wurde Fischer im Januar 1937 auf eigenen Wunsch als Chef des Presse- und Propagandaamtes entlassen und im Mai 1937 nachträglich wegen seiner Verdienste um die Pressearbeit der HJ zum Gebietsführer befördert. Nach Angaben von Willi A. Boelcke wurde Fischer aus der HJ ausgeschlossen, weil er angeblich einen „Rachefeldzug“ gegen Baldur von Schirach geführt hatte.
Fischer wurde im Februar 1937 Leiter des Amtes „Pressepolitischer Apparat“ in der Reichspressestelle der NSDAP, die sämtliche reichsdeutsche Zeitungen kontrollierte, Hauptschriftleiter des NS-Pressebriefs und Leiter der Hauptstelle Nachwuchs. Bei Kriegsbeginn wurde er unabkömmlich gestellt. Im Oktober 1939 trat er gemeinsam mit Otto Dietrich unter Beibehaltung seiner Ämter in der Reichspressestelle als Referent in die Presseabteilung des Reichspropagandaministeriums ein, wo er den Rang eines Oberregierungsrats erhielt und zugleich stellvertretender Leiter der Abteilung Deutsche Presse wurde. Für kurze Zeit arbeitete Fischer 1939 auch als Hauptschriftleiter der Zeitschrift Der neue Weg. Im April 1940 trat er der SS bei (Mitgliedsnummer 382.410), während er im November 1940 aus der HJ entlassen wurde. Bei der SS erreichte er im November 1941 den Rang eines SS-Sturmbannführers. Im November 1940 erhielt er im Propagandaministerium den Rang eines Oberregierungsrats. Im März 1942 wurde er zum Ministerialrat befördert und als Nachfolger Hans Fritzsches Leiter der Abteilung Deutsche Presse. Fischer fungierte als letzter Pressesprecher der Reichsregierung und gab damit auf den Reichspressekonferenzen die Richtlinien vor.
Im August 1942 wurde Fischer für die erfolgreiche „Einwirkung auf die innerdeutsche Pressepolitik“ und die „Auseinandersetzung mit dem Ausland“ mit dem Kriegsverdienstkreuz II. Klasse ausgezeichnet. Im Juli 1943 musste er sich vor dem SS-Gericht einem Disziplinarverfahren wegen SS-schädigendem und -unwürdigen Verhalten stellen. 1944 standen Heinrich Himmler und Joseph Goebbels vor der Alternative, Fischer aus der SS zu entlassen oder als SS-Schützen zur Waffen-SS an die Front zu schicken. Fischer wurde daraufhin im Dezember 1944 der 6. SS-Standarte zugeteilt und ehrenvoll aus seinem HJ-Dienstrang entlassen. 1945 war er Führer beim SS-Oberabschnitt Spree. Am 4. April 1945 wurde er von Goebbels zur Wehrmacht verabschiedet.

### Nach 1945
1950 begann Fischer als Manager des Hamburger Pressebüros Woischnik zu arbeiten, das mit Autoren wie Paul Karl Schmidt und Hans-Georg Studnitz für den antikommunistischen Volksbund für Frieden und Freiheit Flugblätter und Broschüren produzierte, um für den Marshallplan und die Europa-Idee zu werben. 1952 ging Fischer zum Nachrichtenmagazin Der Spiegel, für das er als Verlagsmanager des Düsseldorfer Büros für die Anzeigenakquise im Raum Rhein-Ruhr zuständig war. Am 26. Oktober 1962, zu Beginn der Polizei-Aktion gegen den Spiegel (Spiegel-Affäre), wurde er in Düsseldorf verhaftet. Beamte des BKA hatten ihn trotz nicht vorhandener äußerlicher Ähnlichkeit mit Rudolf Augstein verwechselt.

## Schriften
- (Hrsg.): Die junge Kameradschaft. Zeitgeschichte Verl. u. Vertriebs-Ges, Berlin 1935.
- mit Hans Krebs et al. (Hrsg.): Die junge Kameradschaft. Ein Jahrbuch für die Deutsche Jugend. Westfalen-Verl, Dortmund (1938).